# Red Hot Mamma

Red Hot Mamma est un court métrage d'animation de Betty Boop des studios Fleischer. Il sort en 1934 et est réalisé par Dave Fleischer.

## Résumé
Par une nuit d'hiver enneigée, Betty Boop est tremblante et essaie de dormir. Elle allume un feu dans la cheminée et s'endort sur le tapis du foyer. La chaleur des flammes transforme bientôt deux poulets perchés en poulets rôtis et fait rêver Betty que sa cheminée devient la porte de l'enfer. Betty explore le monde souterrain et chante Hell's Bells pour Satan et ses sbires. Lorsque Satan essaie de séduire Betty, elle le fixe avec un regard (littéralement) glacial, le gelant ainsi que tout l'enfer. Lorsqu'elle tombe à travers un trou et sur une surface glacée en dessous, Betty se réveille pour trouver le feu éteint avec les fenêtres ouvertes et son lit gelé, et elle se couche, cette fois sous une pile de couettes chaudes.

## Postérité
En 1934, le film a été rejeté par le British Board of Film Classification au Royaume-Uni, notamment parce qu'il dépeignait l'Enfer d'une manière humoristique, ce qui était jugé blasphématoire,.
Des extraits de la version colorisée redessinée sont utilisés dans le film de compilation Betty Boop For President: The Movie (1980).